# Gasatz e Vacarissa
Gasatz e Vacarissa (en francès Gazax-et-Baccarisse) és un municipi francès situat al departament del Gers i a la regió d'Occitània.

## Demografia
| 1962                                       | 1968 | 1975 | 1982 | 1990 | 1999 | 2006 |
| ------------------------------------------ | ---- | ---- | ---- | ---- | ---- | ---- |
| 123                                        | 119  | 115  | 129  | 106  | 99   | 99   |
| Des de 1962: població sense dobles comptes |      |      |      |      |      |      |

## Administració
| Període   | Identitat         | Partit |
| --------- | ----------------- | ------ |
| 2001-2008 | Jean-Paul Chauvin |        |
| 2008-     | Roland Sordes     |        |